# Martyrs de la guerre d'Espagne
Les martyrs de la guerre d'Espagne sont des prêtres, des religieuses et des laïcs catholiques espagnols, exécutés par des républicains dans le contexte de la Terreur rouge qui se déroula durant la guerre d'Espagne (1936-1939). On compte environ 7 500 prêtres et religieuses victimes de ces massacres.
À l'heure actuelle, l'Église catholique a reconnu l'assassinat in odium fidei de 2 127 martyrs, dorénavant vénérés comme bienheureux. Parmi eux, 11 ont été canonisés et sont donc vénérés comme saints. Plus de 2 000 morts font actuellement l'objet d'une cause en béatification.

## Antécédents
La persécution religieuse est bien antérieure au début de la guerre d'Espagne.
Dès la proclamation de la Seconde République, les débordements font de nombreuses victimes parmi le clergé catholique, tandis que des couvents et des églises sont attaqués et brûlés.

## Guerre civile

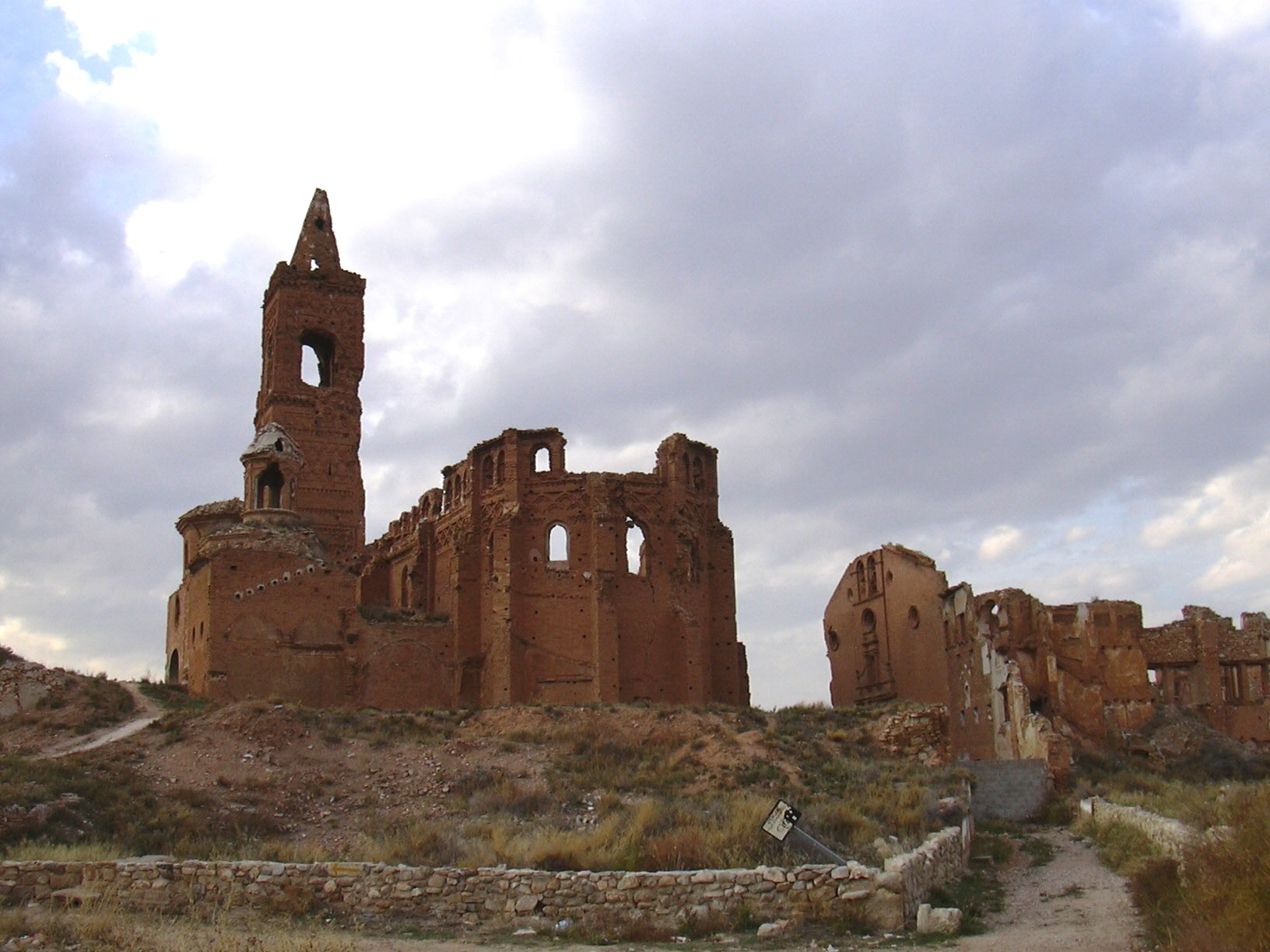
L'église et le couvent de Belchite, détruits pendant la guerre d'Espagne.

Les prêtres et les religieuses sont en effet parmi les premières victimes des massacres ayant eu lieu, au début de la guerre civile, dans les zones loyalistes et notamment en Catalogne, lors de la Terreur rouge.
Selon l'historien Benoît Pellistrandi, « l'essentiel des assassinats de prêtres et religieux a eu lieu en août, septembre, octobre 1936, à un moment où l'appareil d'État s'effondrait et faisait place à des règlements de comptes de villages et de quartiers, où on tuait autant d'instituteurs républicains, humanistes et laïcs, que de curés. »

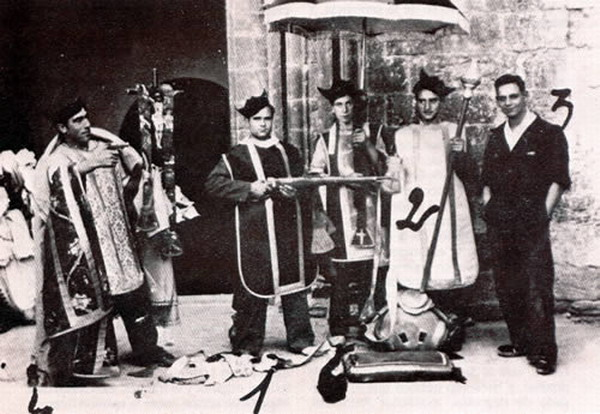
Miliciens républicains revêtus des vêtements cléricaux des prêtres qu'ils viennent d'exécuter.

D'après Antonio Montero Moreno (es), 13 évêques, 4 184 prêtres, 2 365 moines et 283 religieuses ont été assassinés pendant cette période. Selon l'historien Guy Hermet, les victimes qui ne portent pas l'habit religieux sont plus nombreuses encore et « le simple fait d'être repéré comme catholique notoire constitue une preuve de culpabilité ».
Selon l'historien Bartolomé Bennassar, « le soulèvement du 18 juillet ne fut pas la source de la persécution ». Dès 1931, des centaines d'églises avaient été détruites. Pour cet universitaire, « il existait bel et bien un projet de destruction de l'Église catholique et de la religion » et impute une grande responsabilité aux anarchistes, particulièrement actifs en Aragon, Catalogne et à Valence. Cette affirmation est contredite par l'historien Benoît Pellistrandi selon lequel, « il n'y a pas eu en Espagne de plan concerté et organisé de persécution antichrétienne ».
Durant l'été 1936, de nombreux massacres ont lieu de part et d'autre. À Badajoz, le 15 août, jour de la fête religieuse de l'Assomption, les troupes franquistes massacrent entre 2 000 et 4 000 civils ; de 7 000 à 8 000 religieux (prêtres, religieuses) ainsi que 2 000 phalangistes sont exécutés en zone républicaine, loin des zones de combat ou en dehors du cadre de représailles à des exactions du camp adverse. Le gouvernement légal ne condamne pas un seul instant ces crimes commis par ses propres partisans que ce soient par les milices syndicales — les patrouilles de l'aube — ou par de simples meneurs pour lesquels le simple fait de porter la soutane vaut arrêt de mort,.
Des actes d'une grande violence frapperont notamment les religieuses ou les jeunes filles des organisations catholiques tombées entre les mains des républicains[réf. nécessaire]. La conséquence immédiate sera le ralliement de nombreux centristes catholiques aux militaires insurgés.
En septembre 1936, l'archevêque de Salamanque est le premier hiérarque catholique à apporter son soutien aux rebelles nationalistes.
Les massacres de religieux sont dénoncés dès l'année 1940.

## Reconnaissance officielle du Vatican

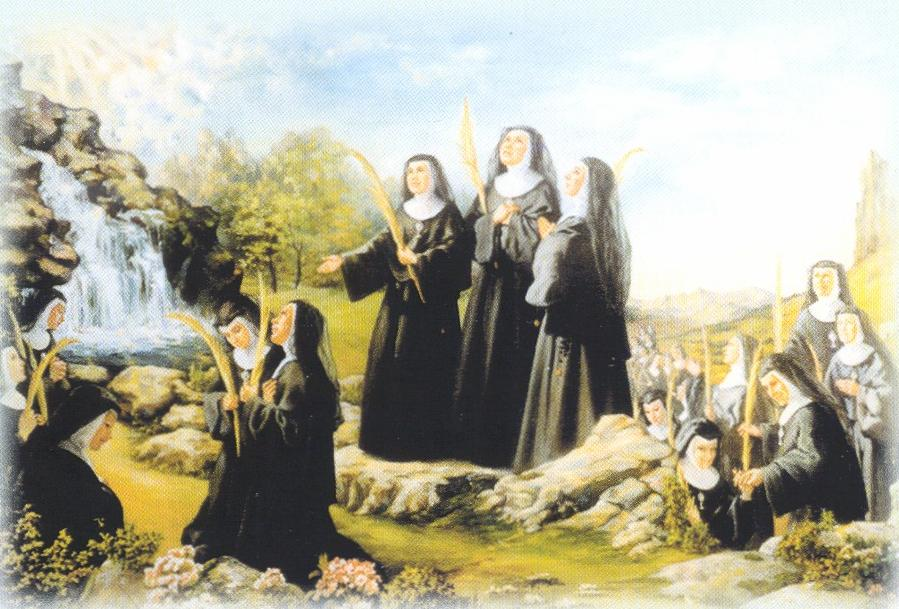
Représentation du martyre de 23 religieuses.

Après la guerre civile, de nombreuses causes de béatification sont ouvertes dans les diocèses espagnols et plus particulièrement dans celui de Valence, où les massacres de catholiques ont été nombreux. Chaque cas est étudié individuellement par une commission spéciale qui est chargé de vérifier l'exemplarité de la vie des personnes proposées, mais également, dans le cas présent, les circonstances de leur mort.
En effet, pour qu'une personne soit déclarée martyr, c'est-à-dire « Témoin de la Foi », il faut prouver qu'elle a été tuée uniquement en haine de la foi, et non du fait de convictions politiques ou des hasards de la guerre. Jean-Paul II a ainsi précisé le 11 mars 2001 que « les bienheureux qui sont élevés à l'honneur des autels n'étaient pas impliqués dans des luttes politiques ou idéologiques, et ne voulaient pas y entrer. (…) Ils ont vécu en aimant et sont morts en pardonnant ».
Lors de onze célébrations, entre 1987 et 2001, Jean-Paul II reconnaît officiellement comme martyrs 471 victimes de la guerre civile, parmi lesquels on dénombre 4 évêques, 43 prêtres séculiers, 379 religieux et 45 laïcs. Ces actes de reconnaissance sont poursuivis par Benoît XVI, quoique d'une manière moins solennelle puisque le pape n'assiste désormais plus au cérémonies de béatification, ce qui porte désormais à 2 127 le nombre de martyrs de la guerre d'Espagne reconnus comme tels par l'Église. Selon la Conférence épiscopale espagnole, 6 832 catholiques ont été martyrisés au cours de la guerre civile.

### Béatifications et canonisations des martyrs

#### Pontificat de Jean-PaulII
- 29 mars 1987 : Jean-Paul II béatifie à Rome trois carmélites martyres de Guadalajara, martyrisées le 24 juillet 1936[17].
- 1er octobre 1989 : Jean-Paul II béatifie à Rome vingt-six religieux passionistes de Daimiel, martyrisés entre le 23 juillet et le 23 octobre 1936[18].
- 29 avril 1990 : Jean-Paul II béatifie à Rome huit frères des écoles chrétiennes[19] ainsi que leur directeur spirituel, religieux passioniste, martyrisés à Turón en 1934 (canonisé le 21 novembre 1999)[20], un autre frère des écoles chrétiennes, Jacques Hilaire Barbal Cosan martyrisé à Tarragone le 18 janvier 1937 (également canonisé le 21 novembre 1999)[21] et une religieuse carmélite de la Compagnie de sainte Thérèse, Marie Mercedes Prat, martyrisée à Barcelone le 24 juillet 1936[22].
- 25 octobre 1992 : Jean-Paul II béatifie à Rome soixante-et-onze religieux de l'ordre hospitalier de Saint-Jean-de-Dieu, martyrisés entre le 25 juillet et le 14 décembre 1936 à Tolède, Tarragone, Barcelone et Madrid[23] et cinquante-et-un religieux clarétains de Barbastro martyrisés entre le 2 et le 18 août 1936[24].
- 10 octobre 1993 : Jean-Paul II béatifie à Rome Medina Olmos, évêque de Guadix[25], et sept frères des écoles chrétiennes martyrisés entre le 29 août et le 13 septembre 1936 à Almería[26], ainsi qu'un prêtre, Pierre Poveda Castroverde, martyrisé le 28 juillet 1936 à Madrid (canonisé le 4 mai 2003)[27] et une laïque, Victoria Díez, martyrisée le 12 août 1936 près de Cordoue[28].
- 1er octobre 1995 : Jean-Paul II béatifie à Rome quarante-cinq martyrs, tués entre 1936 et 1939, parmi lesquels on trouve un évêque, vingt-cinq prêtres et religieux, dix-sept religieuses et un laïc[29].
- 4 mai 1997 : Jean-Paul II béatifie à Rome Asensio Barroso, évêque de Barbastro[30], et Zéphyrin Gimenez Malla, premier gitan à être béatifié[31], martyrisés tous les deux le 9 août 1936.
- 10 mai 1998 : Jean-Paul II béatifie à Rome sept religieuses visitandines martyrisées le 18 novembre 1936 à Madrid[32] (sœur María Cecilia est morte le 23 novembre 1936), deux religieuses des Sœurs de la charité du Sacré-Cœur de Jésus, Fransisca Aldea y Araujo[33] et Rita Dolores Pujalte y Sanchez[34], fusillées le 20 juillet 1936 à Canillejas (aujourd'hui un district de Madrid), et une carmélite, Elvira Moragas Cantarero[35], martyrisée le 15 août 1936 également à Madrid.
- 7 mars 1999 : Jean-Paul II béatifie à Rome sept augustins récollets martyrisés entre juillet et août 1936 à Motril[36], et le curé de cette paroisse, l'abbé Manuel Martin Sierra, martyrisé le 26 juillet de la même année[37].
- 11 mars 2001 : Jean-Paul II béatifie à Rome deux cent trente-trois martyrs[38], tués entre 1936 et 1939, parmi lesquels on trouve un grand nombre de prêtres, de religieux et de religieuses mais aussi des laïcs, pour la plupart ayant appartenu à l'Action catholique[39].

#### Pontificat deBenoîtXVI
- Le 29 octobre 2005, Benoît XVI béatifie à Rome, lors d'une cérémonie présidée par le cardinal Saraiva Martins, préfet de la Congrégation pour les causes des saints, une religieuse de la Congrégation des zélatrices du culte eucharistique, Maria Ginard Marti, martyrisée le 26 août 1936 à Dehesa de la Villa[40], et sept prêtres du diocèse d'Urgell, fusillés le 13 août 1936 à Salàs de Pallars[41].
- Le 28 octobre 2007, Benoît XVI béatifie à Rome 498 martyrs de la guerre d'Espagne parmi lesquels deux évêques, vingt-quatre prêtres, quatre cent soixante-deux religieux, trois diacres ou séminaristes et sept laïcs. Il s'agit de la plus importante cérémonie de béatification de l'histoire[42] à laquelle ont assisté plus de trente mille fidèles et 71 évêques espagnols, soit la quasi-totalité de ceux-ci[43]. Le pape rend hommage aux martyrs, « ces témoins héroïques de la foi qui, motivés exclusivement par l'amour du Christ, ont payé de leur sang leur fidélité au Christ et à son Église. Que leurs paroles et leurs gestes de pardon envers leurs persécuteurs nous poussent à travailler inlassablement à la miséricorde, la réconciliation et la coexistence pacifique. […] le témoignage suprême du sang n'est pas une exception réservée à quelques individus, mais une éventualité pour tout le peuple chrétien. […] Certes, tous ne sont pas appelés au martyr du sang [mais il existe aussi un] martyr de la vie ordinaire […] un témoignage particulièrement important dans la société sécularisée de notre temps »[44]. Le ministre espagnol des Affaires étrangères Miguel Angel Moratinos et le rapporteur du projet de loi, le socialiste Jose Torres Mora, représentaient le gouvernement à la cérémonie. Sur la place Saint-Pierre, la célébration a été présidée par le représentant du pape, le cardinal portugais José Saraiva Martins, préfet de la Congrégation pour les causes des saints. Le pape s'est ensuite adressé aux pèlerins de la fenêtre de son bureau, à l'occasion de la prière de l'angélus[44].
- Le 28 juin 2012, la Congrégation pour la cause des saints publie les décrets reconnaissant les martyrs de 154 catholiques tués par haine de leur foi en Espagne entre 1936 et 1939[45].

#### Pontificat du pape François
- Le 13 octobre 2013, le cardinal Angelo Amato, préfet de la congrégation pour les causes des saints, béatifie 522 nouveaux martyrs au cours d'une messe célébrée à Tarragone en Catalogne. Parmi eux figurent trois évêques, quatre-vingt-deux prêtres, trois séminaristes, quatre cent douze religieux et sept laïcs tués entre 1936 et 1939[46] ;
- Le 1er novembre 2014, béatification célébrée par le cardinal Angelo Amato à Vitoria-Gasteiz, de Pedro Asúa Mendía (1890-1936), prêtre fusillé pour avoir exercer son ministère dans la clandestinité ;
- Le 5 septembre 2015 le cardinal Amato préside la béatification, à Gérone, de trois religieuses de l'Institut Saint-Joseph de Gérone, torturées et assassinées en 1936 : Fidela Oller, Josefa Monrabal et Facunda Margenat ;
- Le 3 octobre 2015, béatification de Pio Heredia Zubía, religieux cistercien, et 17 autres cisterciens de l'abbaye d'Alfoz de Lloredo, tués en 1936. Cérémonie présidée par le cardinal Angelo Amato à Santander (Espagne) ;
- Le 21 novembre 2015, le cardinal Amato béatifie à Barcelone Frederico Tarrés Puigpelat et 25 compagnons, prêtres et religieux franciscains en Catalogne, assassinés in odium fidei en 1936 ;
- 23 avril 2016, béatification de Valentín Palencia, prêtre et de quatre jeunes laïcs, fusillés en 1937.
- 25 mars 2017, béatification de José Benavides Almirez et de 114 autres prêtres, religieuses et laïcs du diocèse d'Almeria
- 6 mai 2017, béatification d'Antonio Arribas Hortigüela et 6 compagnons[47]
- 21 octobre 2017, béatification de Mateu Casals et 108 compagnons[48]
- 9 mars 2019, béatification de Angel Cuartas Cristobal et 8 compagnons[49]
- 23 mars 2019, béatification de  Mariano Mullerat i Soldevila[50]
- 22 juin 2019, béatification de Maria del Carmen Lacaba Andía et 13 compagnes[51]
- 7 novembre 2020, béatification de Joan Roig i Diggle
- 29 mai 2021, béatification de  Maria Colón Gullón Yturriaga et 2 compagnes[52]
- 16 octobre 2021, béatification de Juan Elias Medina et 126 compagnons[53]
- 30 octobre 2021, béatification de Francesco Cástor Sojo et trois compagnons[54]
- 6 novembre 2021, béatification de Benedicto de Gramenet et 2 compagnons[55]
- 26 février 2022, Cayetano Giménez Martín et 15 compagnons[56]
- 18 juin 2022, Angel Marina Álvarez et 19 compagnons; Juan Aguilar Donis et 4 compagnons; Isabel Sánchez Romero; Fruttuoso Perez Marquez[57]
- 22 octobre 2022, Vicente Nicasio Renuncio Toribio et 11 compagnons[58]
- 18 novembre 2023, Manuel González-Serna Rodríguez et 19 compagnons[59]
- 23 novembre 2024, Gaietà Clausellas i Ballvé et Antoni Tort Reixachs[60]

## Controverses
Ces béatifications, et en particulier celle du 28 octobre 2007, ont soulevé des critiques de la part des partis de gauche et d'une partie de la droite en Espagne, qui accusent le Vatican de s'immiscer dans la politique intérieure du pays. En effet, la béatification intervient quelques jours avant le vote d'une loi mémorielle, proposée par le gouvernement de José Luis Rodríguez Zapatero en place, visant à réhabiliter la mémoire des victimes autres que franquistes de la guerre civile (lire l'article Loi sur la mémoire historique).
Les prêtres tués par les franquistes ont en revanche été laissés de côté par l'Église. Quatorze d'entre eux, exécutés entre juillet 1936 et octobre 1937 par des troupes franquistes, ont néanmoins été honorés par Mgr Asurmendi, évêque du diocèse de Vitoria, le 11 juillet 2009.
Certains historiens remettent en cause le caractère religieux de ces assassinats. Par exemple, Hilari Raguer (es), religieux et historien catalan, dénie la condition de martyrs à ces religieux assassinés durant la guerre civile, car ils n'auraient pas été assassinés à cause de leur foi chrétienne, mais à cause de l'association de l'Église avec la droite politique. Ce seraient donc des assassinats de nature politique et non religieuse. À l'inverse, le journaliste Nicolas Senèze affirme que ces persécutions et massacres, qui ont débuté avant la guerre civile et le début du coup d'état de Franco, étaient conduites par « un projet de destruction de l'Église catholique et de la religion » mené par les responsables communistes et les groupes anarchistes.